# Revista Catalana de Musicologia
La Revista Catalana de Musicologia és una revista publicada per la Societat Catalana de Musicologia (SCM), filial de l'Institut d'Estudis Catalans (IEC).
La Revista Catalana de Musicologia. que va néixer l'any 2001, i que actualment te una periodicitat anual, és la revista oficial de la Societat Catalana de Musicologia, i prengué el relleu del Butlletí de la Societat Catalana de Musicologia, que, fins aquell moment, havia estat la publicació oficial de la Societat. La Revista es troba també disponible al Portal de Publicacions i a l'Hemeroteca Científica Catalana de l'IEC, i abasta articles de recerca de tots els àmbits de la musicologia i de l'etnomusicologia. S'ocupa especialment de la publicació de temes relacionats amb les terres de parla catalana i la música catalana, però també inclou articles vinculats a altres contrades. La llengua vehicular de la revista és el català, però també s’hi publiquen articles en castellà, anglès, francès i italià. Els textos complets dels articles es troben en línia i en accés obert.
La Revista Catalana de Musicologia està indexada en alguns dels principals índexs de citació científica del seu àmbit i en les bases de dades bibliogràfiques nacionals i internacionals més rellevants, com RILM Abstracts of Music Literature o Dialnet, a més d'estar avaluada a CARHUS Plus+, a MIAR, a DULCINEA i a SHERPA/RoMEO.